# Campeonato Sudamericano de Fútbol Sub-20 de 2019
El XXIX Campeonato Sudamericano Sub-20 «Juventud de América» fue la cuarta edición de este certamen en Chile, con fechas entre el 17 de enero y el 10 de febrero de 2019. Fueron elegibles los jugadores nacidos desde el 1 de enero de 1999.
El certamen continental sudamericano otorgó cuatro plazas para la Copa Mundial Sub-20 de 2019, que se celebró a partir del mes de mayo en Polonia. A partir de este torneo ya no se disputan las 2,5 plazas para los Juegos Olímpicos de Tokio 2020 debido a la reincorporación del Torneo Preolímpico Sudamericano que se volvió a celebrar a partir del año 2020, con sede en Colombia. Por otra parte, también se concedieron 3 plazas clasificatorias, además de Perú, para los Juegos Panamericanos de 2019.
El campeón fue Ecuador, que logró su primer título al derrotar en la última fecha a Venezuela por 3-0.

## Participantes
Participarán en el torneo los equipos representativos de las 10 asociaciones nacionales afiliadas a la Confederación Sudamericana de Fútbol.
| Equipos participantes | Equipos participantes | Equipos participantes | Equipos participantes | Equipos participantes |
| --------------------- | --------------------- | --------------------- | --------------------- | --------------------- |
| Argentina             | Bolivia               | Brasil                | Chile                 | Colombia              |
| Ecuador               | Paraguay              | Perú                  | Uruguay               | Venezuela             |

## Organización

### Sedes
Este torneo contó con una sede oficial y dos subsedes:
En un comienzo se pensó como sedes a las ciudades de Concepción y Talcahuano, pero por falta de apoyo se optó por la ciudad de Rancagua para que fuera sede del torneo, ya que contaba con el apoyo del municipio y de la empresa Codelco. La capital de la Región de O'Higgins fue la sede oficial del Sudamericano, cuyo estadio es el El Teniente. 
En el caso de las subsedes, fueron elegidas las dos ciudades más importantes de la Región del Maule: la capital de la región, Talca, con el Estadio Fiscal, y Curicó con el Estadio La Granja.
| Rancagua                                     | Talca                                        | Curicó                                       | Rancagua Talca Curicó |
| -------------------------------------------- | -------------------------------------------- | -------------------------------------------- | --------------------- |
| Estadio El Teniente                          | Estadio Fiscal de Talca                      | Estadio La Granja                            | Rancagua Talca Curicó |
| 34°10′40″S 70°44′16″O / -34.17778, -70.73778 | 35°25′11″S 71°40′26″O / -35.41972, -71.67389 | 34°58′28″S 71°13′51″O / -34.97444, -71.23083 | Rancagua Talca Curicó |
| Capacidad: 15 600                            | Capacidad: 16 000                            | Capacidad: 8000                              | Rancagua Talca Curicó |
|                                              |                                              |                                              | Rancagua Talca Curicó |

## Árbitros
La Conmebol confirmó las siguientes ternas arbitrales, provenientes de todos los países miembros de la confederación.
| - Argentina: Fernando Rapallini - Facundo Tello (árbitro de apoyo) - Ezequiel Brailovsky (asistente) - Gabriel Chade (asistente) - Brasil: Raphael Claus - Kleber Lucio Gil (asistente) - Bruno Pires (asistente) - Bolivia: Gery Vargas - Ivo Méndez (árbitro de apoyo) - José Antelo (asistente) - Edwar Saavedra (asistente) | - Chile: Piero Maza - Cristián Garay (árbitro de apoyo) - Claudio Ríos (asistente) - José Retamal (asistente) - Colombia: Nicolás Gallo - John Alexander León (asistente) - Wilmar Navarro (asistente) - Ecuador: Carlos Orbe - Juan Carlos Macías (asistente) - Ricardo Baren (asistente) | - Paraguay: Mario Díaz de Vivar - Arnaldo Samaniego (árbitro de apoyo) - Roberto Cañete (asistente) - Darío Gaona (asistente) - Perú: Joel Alarcón - Diego Haro (árbitro de apoyo) - Víctor Raez (asistente) - Michael Orue (asistente) - Uruguay: Leodán González - Richard Trinidad (asistente) - Carlos Barreiro (asistente) - Venezuela: Alexis Herrera - Carlos López (asistente) - Jorge Urrego (asistente) |

## Mascotas del certamen
Durante el sorteo se dieron a conocer a las tres mascotas del certamen, un representante por cada ciudad en la que se disputará el sudamericano:    
- De Rancagua: Pangui, un puma – Estadio El Teniente
- De Curicó: Manque, un cóndor – Estadio La Granja
- De Talca: Gury, un zorro – Estadio Fiscal

## Sorteo
El sorteo de grupos se realizó en el Teatro Regional de la ciudad de Rancagua, el martes 6 de noviembre de 2018 a las 12:30 (locales).
Entre paréntesis se indica la posición de las selecciones en el Campeonato Sudamericano Sub-20 de 2017.
| Cabezas de serie      | Bombo 2                   | Bombo 3                  | Bombo 4                   | Bombo 5               |
| --------------------- | ------------------------- | ------------------------ | ------------------------- | --------------------- |
| Chile (9) Uruguay (1) | Ecuador (2) Venezuela (3) | Argentina (4) Brasil (5) | Colombia (6) Paraguay (7) | Bolivia (8) Perú (10) |

## Primera fase
Los 10 equipos participantes en la primera fase se dividirán en dos grupos de cinco equipos cada uno. Luego de una liguilla simple, a una sola rueda de partidos, pasarán a segunda ronda los equipos que ocupen las posiciones primera, segunda y tercera de cada grupo.
En caso de empate en puntos en cualquiera de las posiciones, la clasificación se determina siguiendo en orden los siguientes criterios:
- Diferencia de goles.
- Cantidad de goles marcados.
- El resultado del partido jugado entre los empatados.
- Por sorteo.

Los horarios corresponden a la hora de Chile (UTC-3).

### Grupo A
| Equipo    | Pts | PJ | PG | PE | PP | GF | GC | Dif. |
| --------- | --- | -- | -- | -- | -- | -- | -- | ---- |
| Venezuela | 9   | 4  | 3  | 0  | 1  | 5  | 3  | 2    |
| Brasil    | 7   | 4  | 2  | 1  | 1  | 3  | 2  | 1    |
| Colombia  | 7   | 4  | 2  | 1  | 1  | 2  | 1  | 1    |
| Chile     | 4   | 4  | 1  | 1  | 2  | 3  | 4  | -1   |
| Bolivia   | 1   | 4  | 0  | 1  | 3  | 1  | 4  | -3   |

|  | Clasificado para la fase final. |

| 17 de enero de 2019, 17:10 | Venezuela | 1:0 (0:0) | Colombia | Estadio El Teniente, Rancagua  |                                |
|                            | Sosa 68'  | Reporte   |          | Árbitro(s): Fernando Rapallini | Árbitro(s): Fernando Rapallini |

| Uniformes | Uniformes |
| --------- | --------- |
|           |           |

| 17 de enero de 2019, 19:30 | Chile          | 1:1 (0:1) | Bolivia | Estadio El Teniente, Rancagua |                             |
|                            | L. Alarcón 61' | Reporte   | Vaca 5' | Árbitro(s): Leodán González   | Árbitro(s): Leodán González |

| Uniformes | Uniformes |
| --------- | --------- |
|           |           |

- Equipo libre:  Brasil.

| 19 de enero de 2019, 17:10 | Colombia | 0:0     | Brasil | Estadio El Teniente, Rancagua |                             |
|                            |          | Reporte |        | Árbitro(s): Leodán González   | Árbitro(s): Leodán González |

| Uniformes | Uniformes |
| --------- | --------- |
|           |           |

| 19 de enero de 2019, 19:30 | Chile                | 1:2 (1:1) | Venezuela               | Estadio El Teniente, Rancagua   |                                 |
|                            | T. Alarcón 3' (pen.) | Reporte   | Vargas 8' · Yriarte 50' | Árbitro(s): Mario Díaz de Vivar | Árbitro(s): Mario Díaz de Vivar |

| Uniformes | Uniformes |
| --------- | --------- |
|           |           |

- Equipo libre:  Bolivia.

| 21 de enero de 2019, 17:10 | Colombia   | 1:0 (0:0) | Bolivia | Estadio El Teniente, Rancagua |                          |
|                            | Angulo 62' | Reporte   |         | Árbitro(s): Joel Alarcón      | Árbitro(s): Joel Alarcón |

| Uniformes | Uniformes |
| --------- | --------- |
|           |           |

| 21 de enero de 2019, 19:30 | Brasil          | 2:1 (1:0) | Venezuela | Estadio El Teniente, Rancagua |                           |
|                            | Rodrygo 39' 80' | Reporte   | Sosa 90'  | Árbitro(s): Facundo Tello     | Árbitro(s): Facundo Tello |

| Uniformes | Uniformes |
| --------- | --------- |
|           |           |

- Equipo libre:  Chile.

| 23 de enero de 2019, 17:10 | Bolivia | 0:1 (0:1) | Venezuela  | Estadio El Teniente, Rancagua |                         |
|                            |         | Reporte   | Vargas 19' | Árbitro(s): Carlos Orbe       | Árbitro(s): Carlos Orbe |

| Uniformes | Uniformes |
| --------- | --------- |
|           |           |

| 23 de enero de 2019, 19:30 | Chile       | 1:0 (1:0) | Brasil | Estadio El Teniente, Rancagua |                             |
|                            | Morales 40' | Reporte   |        | Árbitro(s): Leodán González   | Árbitro(s): Leodán González |

| Uniformes | Uniformes |
| --------- | --------- |
|           |           |

- Equipo libre:  Colombia.

| 25 de enero de 2019, 17:10 | Brasil             | 1:0 (1:0) | Bolivia | Estadio El Teniente, Rancagua |                           |
|                            | Lincoln 25' (pen.) | Reporte   |         | Árbitro(s): Facundo Tello     | Árbitro(s): Facundo Tello |

| Uniformes | Uniformes |
| --------- | --------- |
|           |           |

| 25 de enero de 2019, 19:30 | Chile | 0:1 (0:0) | Colombia     | Estadio El Teniente, Rancagua   |                                 |
|                            |       | Reporte   | Cuesta 90+5' | Árbitro(s): Mario Díaz de Vivar | Árbitro(s): Mario Díaz de Vivar |

| Uniformes | Uniformes |
| --------- | --------- |
|           |           |

- Equipo libre:  Venezuela.

### Grupo B
| Equipo    | Pts | PJ | PG | PE | PP | GF | GC | Dif. |
| --------- | --- | -- | -- | -- | -- | -- | -- | ---- |
| Ecuador   | 9   | 4  | 3  | 0  | 1  | 8  | 4  | 4    |
| Argentina | 7   | 4  | 2  | 1  | 1  | 3  | 2  | 1    |
| Uruguay   | 6   | 4  | 2  | 0  | 2  | 4  | 3  | 1    |
| Paraguay  | 4   | 4  | 1  | 1  | 2  | 2  | 5  | -3   |
| Perú      | 3   | 4  | 1  | 0  | 3  | 2  | 5  | -3   |

|  | Clasificado para la fase final. |

| 18 de enero de 2019, 17:10 | Ecuador                               | 3:0 (2:0) | Paraguay | Estadio Fiscal de Talca, Talca |                         |
|                            | Rezabala 9' 44' · Alvarado 57' (pen.) | Reporte   |          | Árbitro(s): Gery Vargas        | Árbitro(s): Gery Vargas |

| Uniformes | Uniformes |
| --------- | --------- |
|           |           |

| 18 de enero de 2019, 19:30 | Uruguay | 0:1 (0:0) | Perú               | Estadio Fiscal de Talca, Talca |                           |
|                            |         | Reporte   | Pacheco 52' (pen.) | Árbitro(s): Nicolás Gallo      | Árbitro(s): Nicolás Gallo |

| Uniformes | Uniformes |
| --------- | --------- |
|           |           |

- Equipo libre:  Argentina.

| 20 de enero de 2019, 17:10 | Paraguay    | 1:1 (1:1) | Argentina  | Estadio La Granja, Curicó  |                            |
|                            | Ñamandú 45' | Reporte   | Romero 29' | Árbitro(s): Alexis Herrera | Árbitro(s): Alexis Herrera |

| Uniformes | Uniformes |
| --------- | --------- |
|           |           |

| 20 de enero de 2019, 19:30 | Uruguay                                | 3:1 (2:1) | Ecuador     | Estadio La Granja, Curicó |                           |
|                            | Dávila 30' 45+3' · Schiappacasse 90+3' | Reporte   | Campana 34' | Árbitro(s): Raphael Claus | Árbitro(s): Raphael Claus |

| Uniformes | Uniformes |
| --------- | --------- |
|           |           |

- Equipo libre:  Perú.

| 22 de enero de 2019, 17:10 | Argentina | 0:1 (0:0) | Ecuador      | Estadio Fiscal de Talca, Talca |                         |
|                            |           | Reporte   | Alvarado 54' | Árbitro(s): Gery Vargas        | Árbitro(s): Gery Vargas |

| Uniformes | Uniformes |
| --------- | --------- |
|           |           |

| 22 de enero de 2019, 19:30 | Paraguay  | 1:0 (0:0) | Perú | Estadio Fiscal de Talca, Talca |                        |
|                            | Ojeda 52' | Reporte   |      | Árbitro(s): Piero Maza         | Árbitro(s): Piero Maza |

| Uniformes | Uniformes |
| --------- | --------- |
|           |           |

- Equipo libre:  Uruguay.

| 24 de enero de 2019, 17:10 | Perú     | 1:3 (1:2) | Ecuador                                  | Estadio La Granja, Curicó |                           |
|                            | Mora 24' | Reporte   | Rezabala 8' · Alvarado 18' · Campana 58' | Árbitro(s): Raphael Claus | Árbitro(s): Raphael Claus |

| Uniformes | Uniformes |
| --------- | --------- |
|           |           |

| 24 de enero de 2019, 20:45 | Uruguay | 0:1 (0:0) | Argentina  | Estadio La Granja, Curicó  |                            |
|                            |         | Reporte   | Maroni 67' | Árbitro(s): Alexis Herrera | Árbitro(s): Alexis Herrera |

| Uniformes | Uniformes |
| --------- | --------- |
|           |           |

- Equipo libre:  Paraguay.

| 26 de enero de 2019, 17:10 | Argentina           | 1:0 (0:0) | Perú | Estadio Fiscal de Talca, Talca |                        |
|                            | Romero 90+4' (pen.) | Reporte   |      | Árbitro(s): Piero Maza         | Árbitro(s): Piero Maza |

| Uniformes | Uniformes |
| --------- | --------- |
|           |           |

| 26 de enero de 2019, 19:30 | Uruguay           | 1:0 (1:0) | Paraguay | Estadio Fiscal de Talca, Talca |                           |
|                            | Schiappacasse 28' | Reporte   |          | Árbitro(s): Raphael Claus      | Árbitro(s): Raphael Claus |

| Uniformes | Uniformes |
| --------- | --------- |
|           |           |

- Equipo libre:  Ecuador.

## Fase final
| Equipo    | Pts | PJ | PG | PE | PP | GF | GC | Dif |
| --------- | --- | -- | -- | -- | -- | -- | -- | --- |
| Ecuador   | 10  | 5  | 3  | 1  | 1  | 6  | 2  | 4   |
| Argentina | 9   | 5  | 3  | 0  | 2  | 7  | 4  | 3   |
| Uruguay   | 8   | 5  | 2  | 2  | 1  | 6  | 5  | 1   |
| Colombia  | 5   | 5  | 1  | 2  | 2  | 2  | 2  | 0   |
| Brasil    | 5   | 5  | 1  | 2  | 2  | 3  | 5  | -2  |
| Venezuela | 4   | 5  | 1  | 1  | 3  | 3  | 9  | -6  |

|  | Clasificados para el Mundial Sub-20 de 2019 y para los Juegos Panamericanos de 2019. |
|  | Clasificado para el Mundial Sub-20 de 2019.                                          |

#### Fecha 1
| 29 de enero de 2019, 17:30 | Brasil | 0:0     | Colombia | Estadio El Teniente, Rancagua |                          |
|                            |        | Reporte |          | Árbitro(s): Joel Alarcón      | Árbitro(s): Joel Alarcón |

| Uniformes | Uniformes |
| --------- | --------- |
|           |           |

| 29 de enero de 2019, 19:50 | Ecuador                     | 2:1 (1:1) | Argentina  | Estadio El Teniente, Rancagua |                               |
|                            | Campana 38' · Cifuentes 74' | Reporte   | Almada 27' | Árbitro(s): Arnaldo Samaniego | Árbitro(s): Arnaldo Samaniego |

| Uniformes | Uniformes |
| --------- | --------- |
|           |           |

| 29 de enero de 2019, 22:10 | Venezuela | 1:1 (1:0) | Uruguay     | Estadio El Teniente, Rancagua |                        |
|                            | Makoun 9' | Reporte   | Acevedo 76' | Árbitro(s): Piero Maza        | Árbitro(s): Piero Maza |

| Uniformes | Uniformes |
| --------- | --------- |
|           |           |

#### Fecha 2
| 1 de febrero de 2019, 17:30 | Argentina   | 1:0 (1:0) | Colombia | Estadio El Teniente, Rancagua |                        |
|                             | Álvarez 43' | Reporte   |          | Árbitro(s): Diego Haro        | Árbitro(s): Diego Haro |

| Uniformes | Uniformes |
| --------- | --------- |
|           |           |

| 1 de febrero de 2019, 19:50 | Ecuador | 0:1 (0:0) | Uruguay            | Estadio El Teniente, Rancagua |                         |
|                             |         | Reporte   | Batista 62' (pen.) | Árbitro(s): Gery Vargas       | Árbitro(s): Gery Vargas |

| Uniformes | Uniformes |
| --------- | --------- |
|           |           |

| 1 de febrero de 2019, 22:10 | Venezuela       | 2:0 (1:0) | Brasil | Estadio El Teniente, Rancagua   |                                 |
|                             | Hurtado 23' 88' | Reporte   |        | Árbitro(s): Mario Díaz de Vivar | Árbitro(s): Mario Díaz de Vivar |

| Uniformes | Uniformes |
| --------- | --------- |
|           |           |

#### Fecha 3
| 4 de febrero de 2019, 17:30 | Brasil                         | 2:3 (0:0) | Uruguay                                             | Estadio El Teniente, Rancagua |                        |
|                             | Lincoln 69' · Luan Cândido 84' | Reporte   | Gómez 59' · Schiappacasse 66' (pen.) · García 90+2' | Árbitro(s): Diego Haro        | Árbitro(s): Diego Haro |

| Uniformes | Uniformes |
| --------- | --------- |
|           |           |

| 4 de febrero de 2019, 19:50 | Ecuador       | 1:0 (0:0) | Colombia | Estadio El Teniente, Rancagua |                        |
|                             | Campana 90+5' | Reporte   |          | Árbitro(s): Piero Maza        | Árbitro(s): Piero Maza |

| Uniformes | Uniformes |
| --------- | --------- |
|           |           |

| 4 de febrero de 2019, 22:10 | Venezuela | 0:3 (0:0) | Argentina         | Estadio El Teniente, Rancagua |                         |
|                             |           | Reporte   | Gaich 59' 63' 83' | Árbitro(s): Gery Vargas       | Árbitro(s): Gery Vargas |

| Uniformes | Uniformes |
| --------- | --------- |
|           |           |

#### Fecha 4
| 7 de febrero de 2019, 17:30 | Argentina               | 2:1 (1:0) | Uruguay             | Estadio El Teniente, Rancagua |                               |
|                             | Moreno 25' · Maroni 46' | Reporte   | Schiappacasse 90+4' | Árbitro(s): Arnaldo Samaniego | Árbitro(s): Arnaldo Samaniego |

| Uniformes | Uniformes |
| --------- | --------- |
|           |           |

| 7 de febrero de 2019, 19:50 | Ecuador | 0:0     | Brasil | Estadio El Teniente, Rancagua |                        |
|                             |         | Reporte |        | Árbitro(s): Ivo Méndez        | Árbitro(s): Ivo Méndez |

| Uniformes | Uniformes |
| --------- | --------- |
|           |           |

| 7 de febrero de 2019, 22:10 | Venezuela | 0:2 (0:1) | Colombia               | Estadio El Teniente, Rancagua   |                                 |
|                             |           | Reporte   | Reyes 26' · Angulo 56' | Árbitro(s): Mario Díaz de Vivar | Árbitro(s): Mario Díaz de Vivar |

| Uniformes | Uniformes |
| --------- | --------- |
|           |           |

#### Fecha 5
| 10 de febrero de 2019, 17:30 | Colombia | 0:0     | Uruguay | Estadio El Teniente, Rancagua |                        |
|                              |          | Reporte |         | Árbitro(s): Diego Haro        | Árbitro(s): Diego Haro |

| Uniformes | Uniformes |
| --------- | --------- |
|           |           |

| 10 de febrero de 2019, 19:50 | Venezuela | 0:3 (0:2) | Ecuador                            | Estadio El Teniente, Rancagua |                               |
|                              |           | Reporte   | Campana 2' (pen.) 31' · Segura 90' | Árbitro(s): Arnaldo Samaniego | Árbitro(s): Arnaldo Samaniego |

| Uniformes | Uniformes |
| --------- | --------- |
|           |           |

| 10 de febrero de 2019, 22:10 | Brasil             | 1:0 (1:0) | Argentina | Estadio El Teniente, Rancagua |                        |
|                              | Lincoln 39' (pen.) | Reporte   |           | Árbitro(s): Piero Maza        | Árbitro(s): Piero Maza |

| Uniformes | Uniformes |
| --------- | --------- |
|           |           |

| Bandera de Ecuador |
| Campeón Ecuador    |
| 1.° título         |

## Clasificación general
La clasificación general indica la posición que cada selección nacional ocupó al finalizar el torneo según el puntaje obtenido en la última fase disputada por cada equipo.

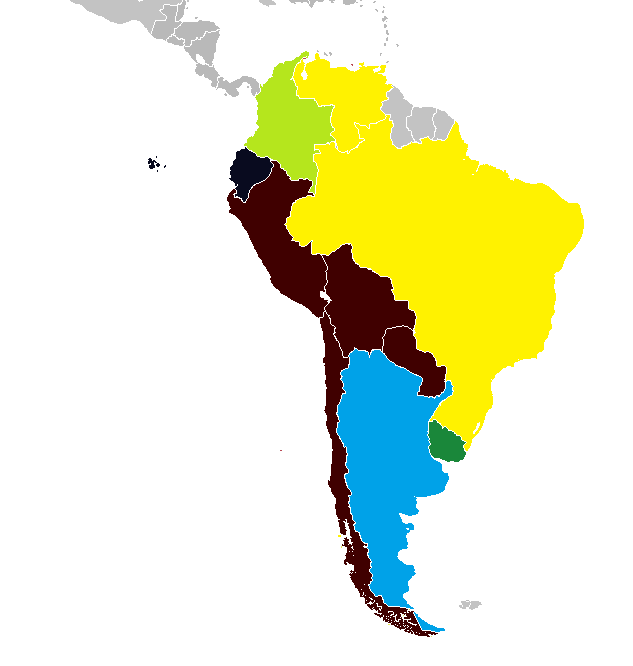
Países participantes según la posición alcanzada en el torneo

| Equipo      | PJ | PG | PE | PP | GF | GC | Dif | Pts |
| ----------- | -- | -- | -- | -- | -- | -- | --- | --- |
| 1 Ecuador   | 9  | 6  | 1  | 2  | 14 | 6  | 8   | 19  |
| 2 Argentina | 9  | 5  | 1  | 3  | 10 | 6  | 4   | 16  |
| 3 Uruguay   | 9  | 4  | 2  | 3  | 10 | 8  | 2   | 14  |
| 4 Colombia  | 9  | 3  | 3  | 3  | 4  | 3  | 1   | 12  |
| 5 Brasil    | 9  | 3  | 3  | 3  | 5  | 7  | -2  | 12  |
| 6 Venezuela | 9  | 4  | 1  | 4  | 8  | 12 | -4  | 13  |
| 7 Chile     | 4  | 1  | 1  | 2  | 3  | 4  | -1  | 4   |
| 8 Paraguay  | 4  | 1  | 1  | 2  | 2  | 5  | -3  | 4   |
| 9 Perú      | 4  | 1  | 0  | 3  | 2  | 5  | -3  | 3   |
| 10 Bolivia  | 4  | 0  | 1  | 3  | 1  | 4  | -3  | 1   |

## Clasificados a competencias intercontinentales
| Competencia          | Clasificados                                       |
| -------------------- | -------------------------------------------------- |
| Copa Mundial Sub-20  | - Ecuador - Argentina - Uruguay - Colombia         |
| Juegos Panamericanos | - Perú (anfitrión) - Ecuador - Argentina - Uruguay |

## Goleadores
| Jugador               | Selección | Goles |
| --------------------- | --------- | ----- |
| Leonardo Campana      | Ecuador   | 6     |
| Nicolás Schiappacasse | Uruguay   | 4     |
| Adolfo Gaich          | Argentina | 3     |
| Lincoln               | Brasil    | 3     |
| Jordan Rezabala       | Ecuador   | 3     |
| Alexander Alvarado    | Ecuador   | 3     |
| Gonzalo Maroni        | Argentina | 2     |
| Maximiliano Romero    | Argentina | 2     |
| Rodrygo               | Brasil    | 2     |
| Iván Angulo           | Colombia  | 2     |
| Agustín Dávila        | Uruguay   | 2     |
| Jan Hurtado           | Venezuela | 2     |
| Samuel Sosa           | Venezuela | 2     |
| Jesús Vargas          | Venezuela | 2     |

## Once ideal
Estos fueron los mejores jugadores elegidos del torneo:
| \| Pos. \| Nombre \| \| ---- \| --------------------- \| \| ARQ \| Kevin Mier \| \| DEF \| Diego Palacios \| \| DEF \| Jackson Porozo \| \| DEF \| Maximiliano Araújo \| \| MED \| Santiago Sosa \| \| MED \| Marcos Bahia \| \| MED \| Gonzalo Plata \| \| MED \| Samuel Sosa \| \| DEL \| Julián Álvarez \| \| DEL \| Leonardo Campana \| \| DEL \| Nicolás Schiappacasse \| | K. Mier J. Porozo M. Araújo D. Palacios M. Bahia S. Sosa J. Álvarez Schiappacasse G. Plata S. Sosa L. Campana |
| Pos. | Nombre |
| ARQ | Kevin Mier |
| DEF | Diego Palacios                                                                                                |
| DEF | Jackson Porozo                                                                                                |
| DEF | Maximiliano Araújo                                                                                            |
| MED | Santiago Sosa                                                                                                 |
| MED | Marcos Bahia                                                                                                  |
| MED | Gonzalo Plata                                                                                                 |
| MED | Samuel Sosa                                                                                                   |
| DEL | Julián Álvarez                                                                                                |
| DEL | Leonardo Campana                                                                                              |
| DEL | Nicolás Schiappacasse                                                                                         |